# 聖多明戈 (智利)

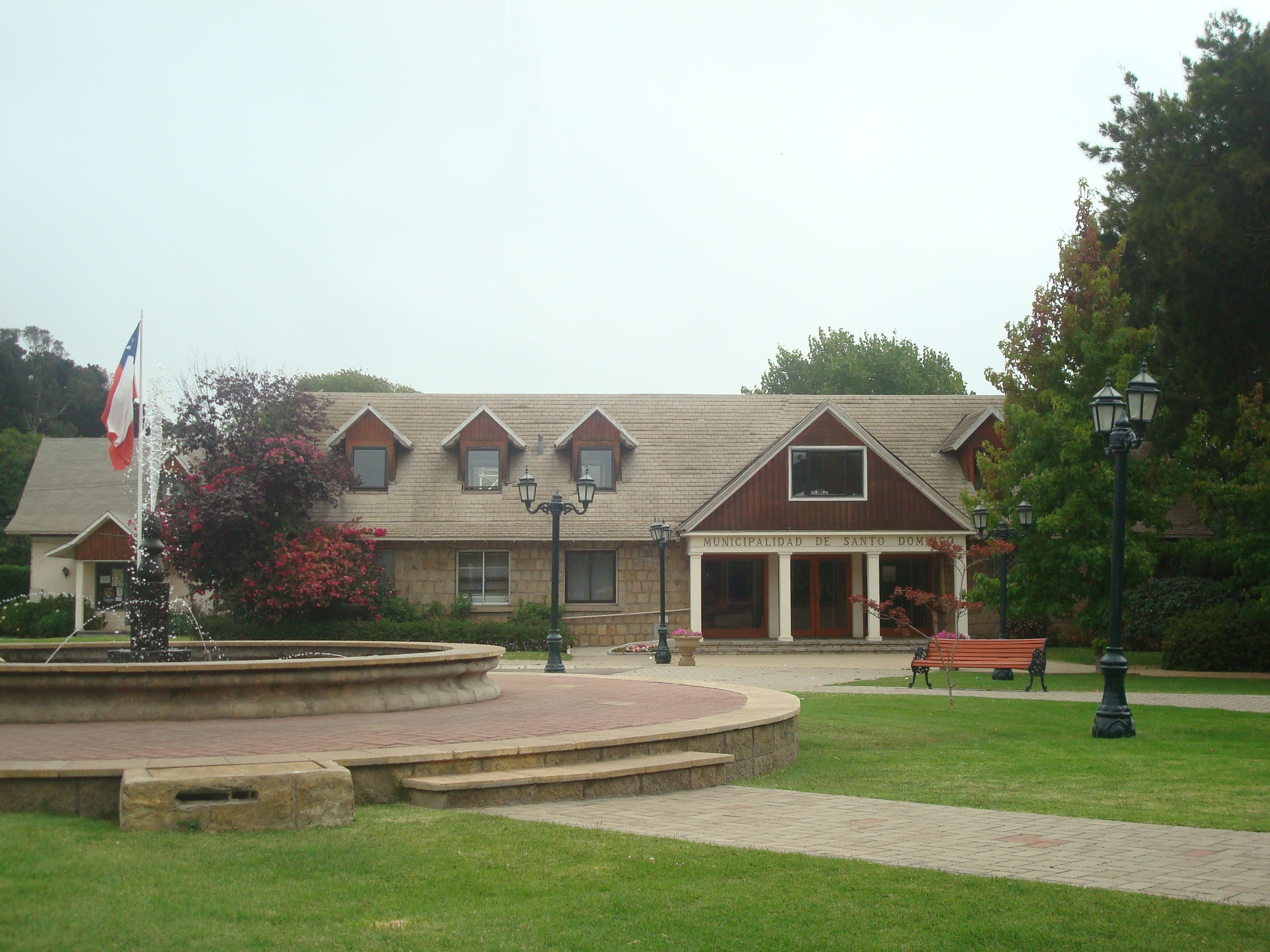

33°38′9″S 71°37′41″W / 33.63583°S 71.62806°W
聖多明戈（西班牙語：Santo Domingo），是智利的城市，位於該國中部瓦爾帕萊索大區的聖安東尼奧省，面積536.1平方公里，海拔高度66米，2012年人口8,860人，人口密度每平方公里17人。